# Большебрусянське
Бо́льшебруся́нське (рос. Большебрусянское) — село у складі Білоярського міського округу Свердловської області.
Населення — 1825 осіб (2010, 1697 у 2002).
Національний склад станом на 2002 рік: росіяни — 87 %.